# El Diario de Galicia (1856)
El Diario de Galicia fue un periódico editado en La Coruña en 1856.

## Historia y características
Apareció en 1856. Fundado y dirigido por Francisco María de la Iglesia. Desapareció ese mismo año.